# Flashes for Band (Segers)
Flashes for Band is een compositie voor harmonieorkest of fanfareorkest van de Belgische componist Jan Segers. 
Het werk werd op cd opgenomen door de Koninklijke Muziekkapel van de Luchtmacht onder leiding van Alain Crépin.